# Aerodramus pelewensis
Andorinhão-de-palau ou salangana-de-palau (Aerodramus pelewensis) é uma espécie de ave da família Apodidae.
É endémica de Palau.
Os seus habitats naturais são: florestas subtropicais ou tropicais húmidas de baixa altitude.